# Bankjegy
A bankjegy (közismert régies nevén: bankó) olyan, hagyományosan papírból készült pénz, amelyet egy arra feljogosított bank, a jegybank vagy más pénzintézet bocsát ki. Az érme mellett a készpénz egyik megjelenési formája. A készpénz nyomtatott formája.
A legtöbb országban csupán egyetlen pénzkibocsátásra feljogosított intézmény van, (például Magyar Nemzeti Bank), de helyenként, így az Egyesült Királyságban több bank is rendelkezik ilyen joggal (például Angliában és Skóciában is). A bankjegyek mellett más típusú pénzjegyek, például az államkincstár által kibocsátott államjegyek is lehetnek forgalomban. 

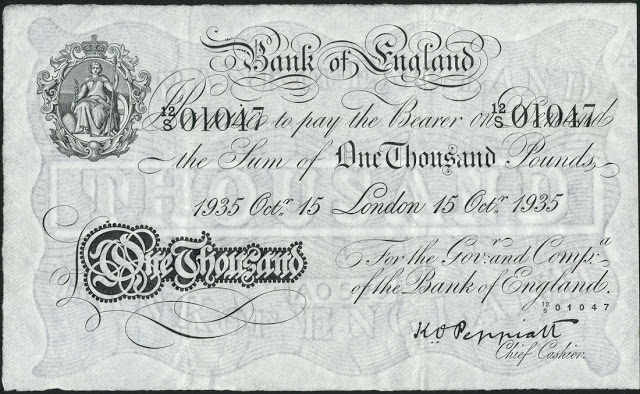
A Bank of England legendás fehér font (white pound) sorozata volt minden idők egyik leghíresebb, leghosszabb ideig kibocsátott bankjegytípusa. Utolsó változatában 5, 10, 20, 50, 100, 200, 500 és 1000 font névértékekben adták ki, méretük egységesen 211 x 133 mm volt. A képen egy 1935-ös 1000 fontos látható.

Ma a legtöbb országban a készpénzállomány döntő részét bankjegyek képezik, kisebbik részét érmék. A forgalomban lévő bankjegyek mennyiségét a kibocsátó jegybank szabályozza. A bankjegyek tervezéséről, gyártásáról, kibocsátásáról, cseréjéről, bevonásáról is a jegybank gondoskodik. A bankjegyek ellenértékét régen a jegybank úgy szavatolta, hogy garantálta azok nemesfémből készült pénzre, értékpénzre (aranyra vagy ezüstre) váltását, ezzel a bankjegyek is az árupénzek csoportjába tartoztak. Mióta a legtöbb ország felhagyott a nemesfém alapú monetáris politikával, a jegybankoknak megszűnt a nemesfémre váltási kötelezettsége, a bankjegyek (és az inherens értékkel gyakorlatilag szintén nem rendelkező nem nemesfém érmék) hitelpénzek, azaz fedezetüket az ország gazdasági teljesítőképessége nyújtja.

## Története

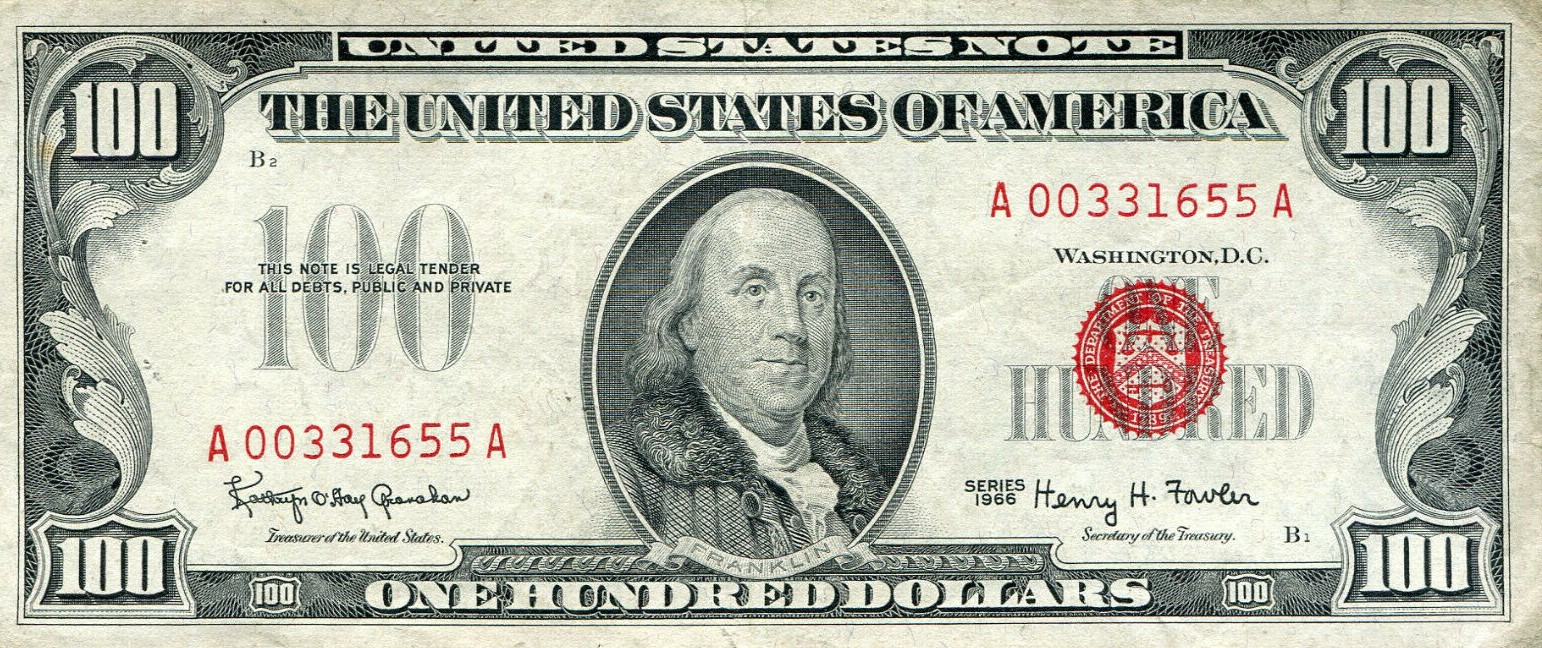
United States Note típusú, az amerikai államkincstár (U.S. Treasury) által kibocsátott, 1966-os szériájú 100 dolláros államjegy piros kincstári címerrel és sorozatszámokkal. A típus 1966 és 1971 között került forgalomba.

A papírpénz a kínaiak találmánya, amely a 7. században, a Tang-dinasztia alatt jelent meg; szélesebb körben azonban csak később terjedt el.
A pénzjegyek forgalmát Kínában rendeletileg kényszerítették ki, azaz törvényes fizetési eszközök voltak, kötelező volt azokat fizetésnél elfogadni, illetve a fémpénzeket rájuk beváltani. A pénz kibocsátással járó közgazdasági törvényszerűségeket ekkoriban még nem ismerték, ezért császári kormányzat túl gyakran folyamodott a pénzjegykibocsátáshoz kiadásai fedezésére, így a kínai pénzjeggyel együtt járt az infláció is. A pénzjegyek forgalma a birodalom területére korlátozódott. Marco Polo vitte a találmány hírét Európába.[mikor?]

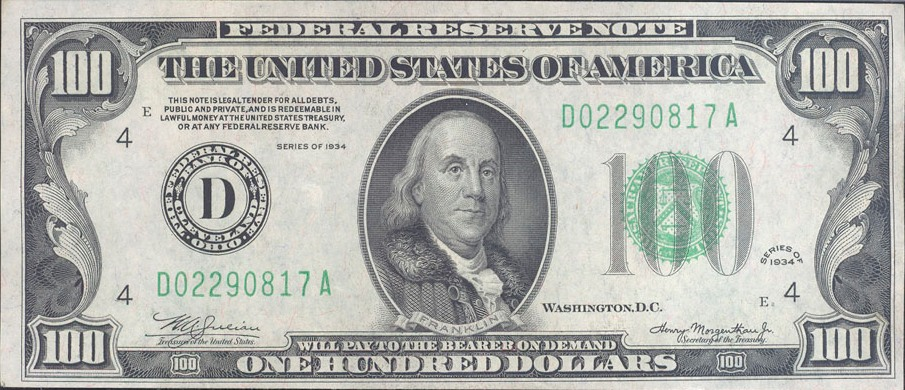
Federal Reserve Note típusú, az FRB of Cleveland, Ohio által kiadott, 1934-es szériájú 100 dolláros bankjegy zöld kincstári címerrel és sorozatszámokkal. A bank jelvénye a bal oldalon bettűvel D. Ezt a típust egészen 1995-ig bocsátották ki.

Az európai pénzjegyek Velencében alakultak ki a kereskedelmi váltókból. A váltó ígéret későbbi fizetésre, vagyis a váltó birtokosa a váltót a névértéknek megfelelő értékpénzre tudta váltani. Elfogadása így nem kényszer, hanem bizalom hatására történik. A bizalmat a megfelelő fedezet alapozza meg, mely garantálja, hogy a váltó kibocsátója kellően likvid a követelés kielégítéséhez (vagyis a váltó értékének megfizetéséhez).

## Bankjegykibocsátás Magyarországon
Magyarország területén legelőször az osztrák jegybank (Wiener Stadt Banco, később Oesterreichische National Zettel Bank, majd privilegirte oesterreichische National-Bank) bankjegyei jelentek meg (1762). Az első magyar kiadású bankjegyek az 1848-49-es szabadságharc idején kerültek forgalomba, kibocsátójuk a Magyar Kereskedelmi Bank volt. A szabadságharc leverése után ismét a bécsi központú privilegirte oesterreichische National-Bank jegyei forogtak.
A kiegyezéskor a magyar fél el akarta érni a különálló magyar jegybank felállítását, ezt azonban a császár meggátolta. Ehelyett a közös felügyelet alatt álló Osztrák–Magyar Bankot hozták létre az osztrák jegybank jogutódaként (1878). A bankjegyekkel egyidőben államjegyek is voltak forgalomban, melyeket a Staats-Central-Casse (kiegyezés utáni magyar nevén: császári és királyi közös központi pénztár) adott ki. A korona bevezetésével egy időben (1892) azonban megszűnt az államjegyek forgalomba hozatala.
Trianon után az Osztrák–Magyar bankot likvidálni kellett, a kezdeti zűrzavaros időszakban laza kontroll alatt folyt a papírpénzkibocsátás. A magyarországi Tanácsköztársaság idején (1919) a Magyar Postatakarékpénztár adott ki pénztárjegyeket – ezek fedezetét a bevont osztrák–magyar bankjegyek képezték. A pengő bevezetéséig (1927) államjegyek voltak forgalomban. A pengő kibocsátója a függetlenné vált ország önálló jegybankja, a Magyar Nemzeti Bank volt. 1944-ig más nem is bocsátott ki pénzjegyeket, ekkor a megszálló Vörös Hadsereg adott ki fedezet nélküli hadipénzeket. Az 1946-ban kiadott adójegyek sem jegybanki kibocsátások voltak. A forint bevezetése óta ismét a Magyar Nemzeti Bank bankjegyei az egyedüli papírpénzek Magyarországon.

## A modern bankjegyek elemei, ismertetőjegyei

### Tartalmi elemek
A tartalmi elemek szöveges formában tartalmazzák a bankjegy értékével és érvényességével kapcsolatos információkat.
- értékjelzés
- kibocsátó
- felhasználási záradék
- büntetési záradék
- nyomtatás vagy kibocsátás dátuma
- a bankjegyet vagy annak egyes elemeit tervező művészek neve
- pénzjegynyomda megnevezése
- az adott ország egy nevezetes személyének vagy épületének a képmása

### Biztonsági elemek
- biztonsági papír (benne vízjel, biztonsági szál, jelzőrostok stb.)
- sorszám
- metszetmélynyomtatás
- illeszkedőjel
- rejtett kép (csak ibolyántúli fényben látható jelek)

A 2020-as évek elején a következő, csak ibolyántúli fényben látható biztonsági elemeket alkalmazták a magyar bankjegyekben (a Pénzmúzeumban készült fotók):

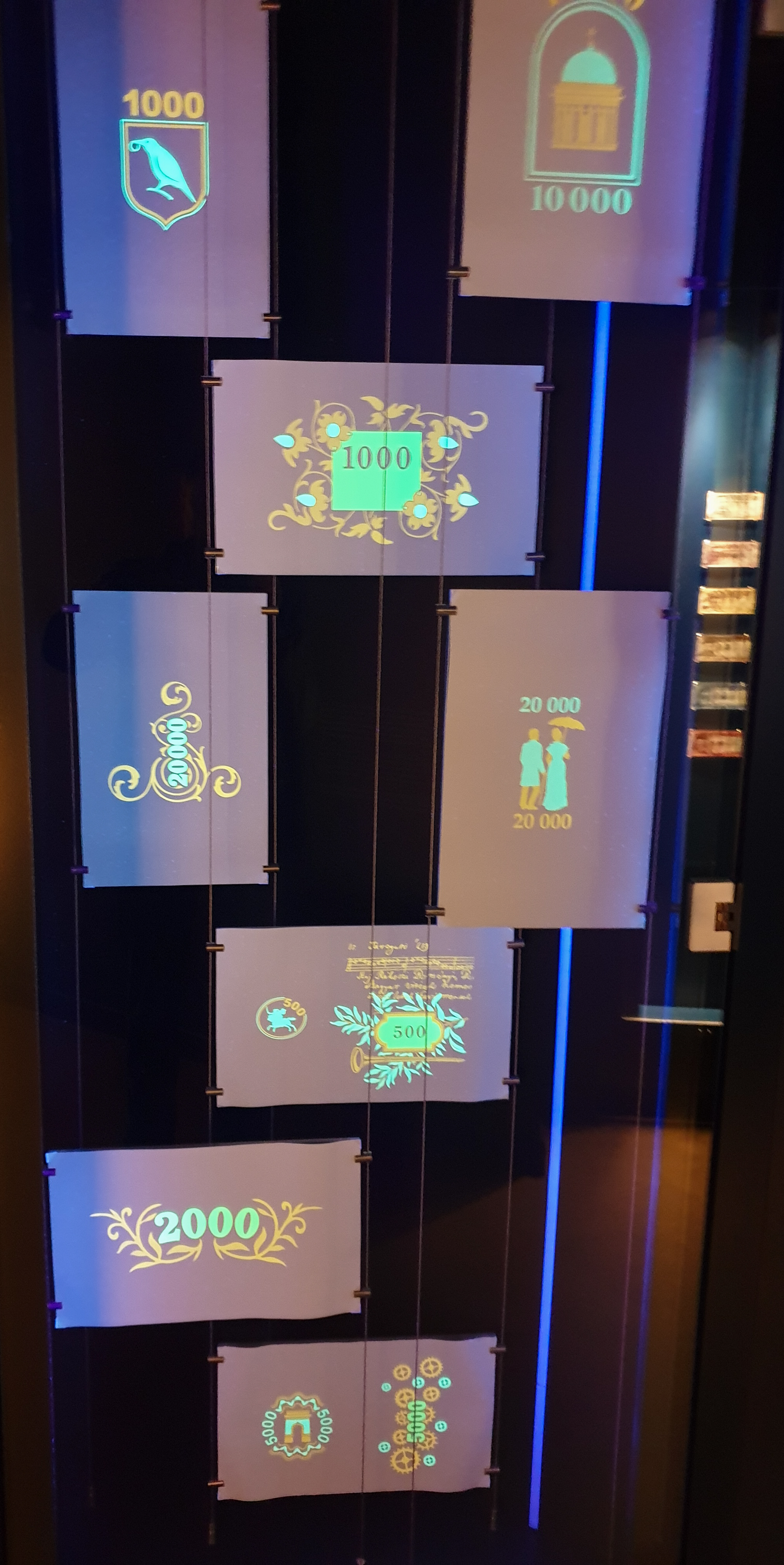
Az elemek önmagukban
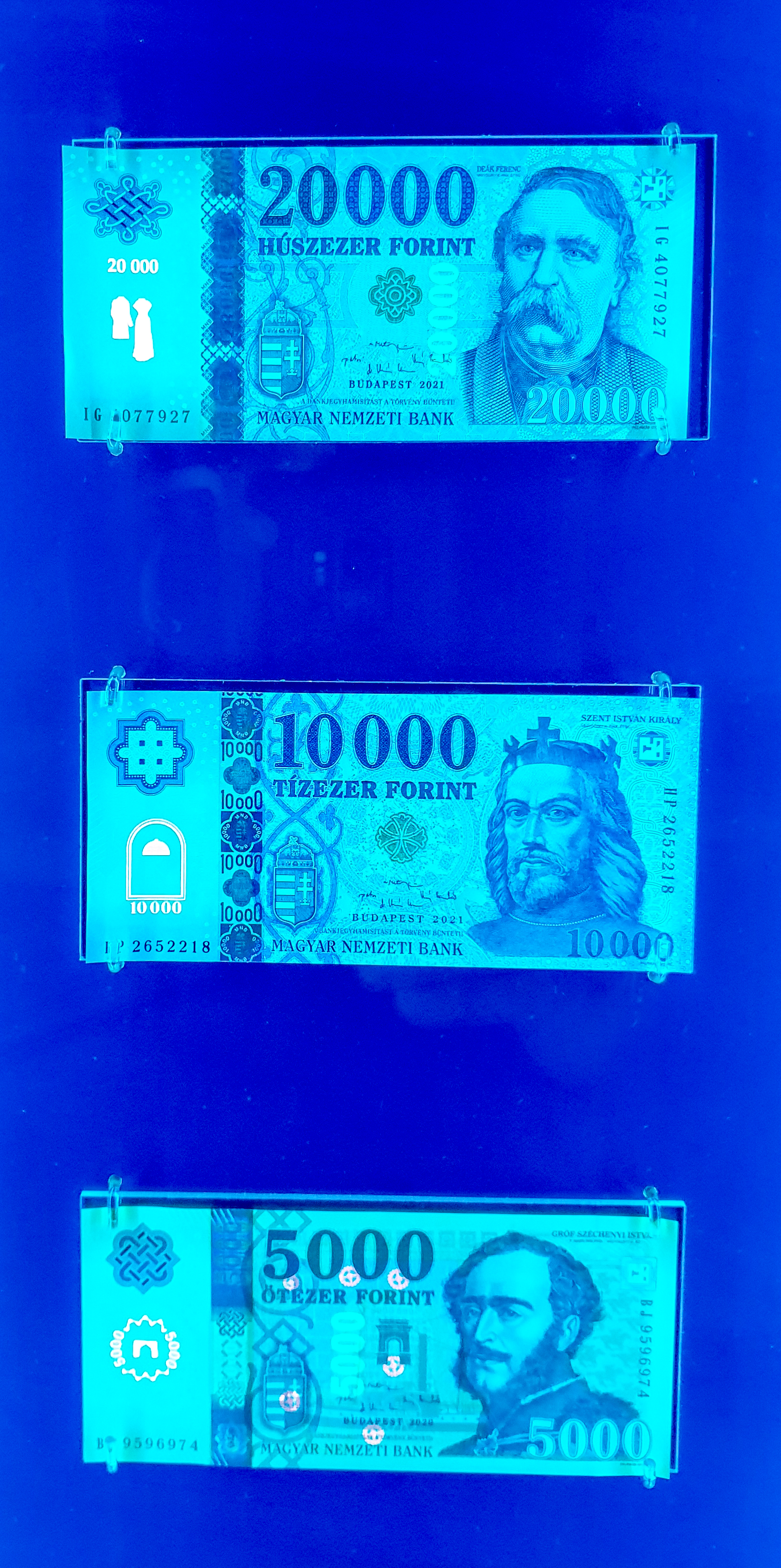
Az elemek a bankjegyeken
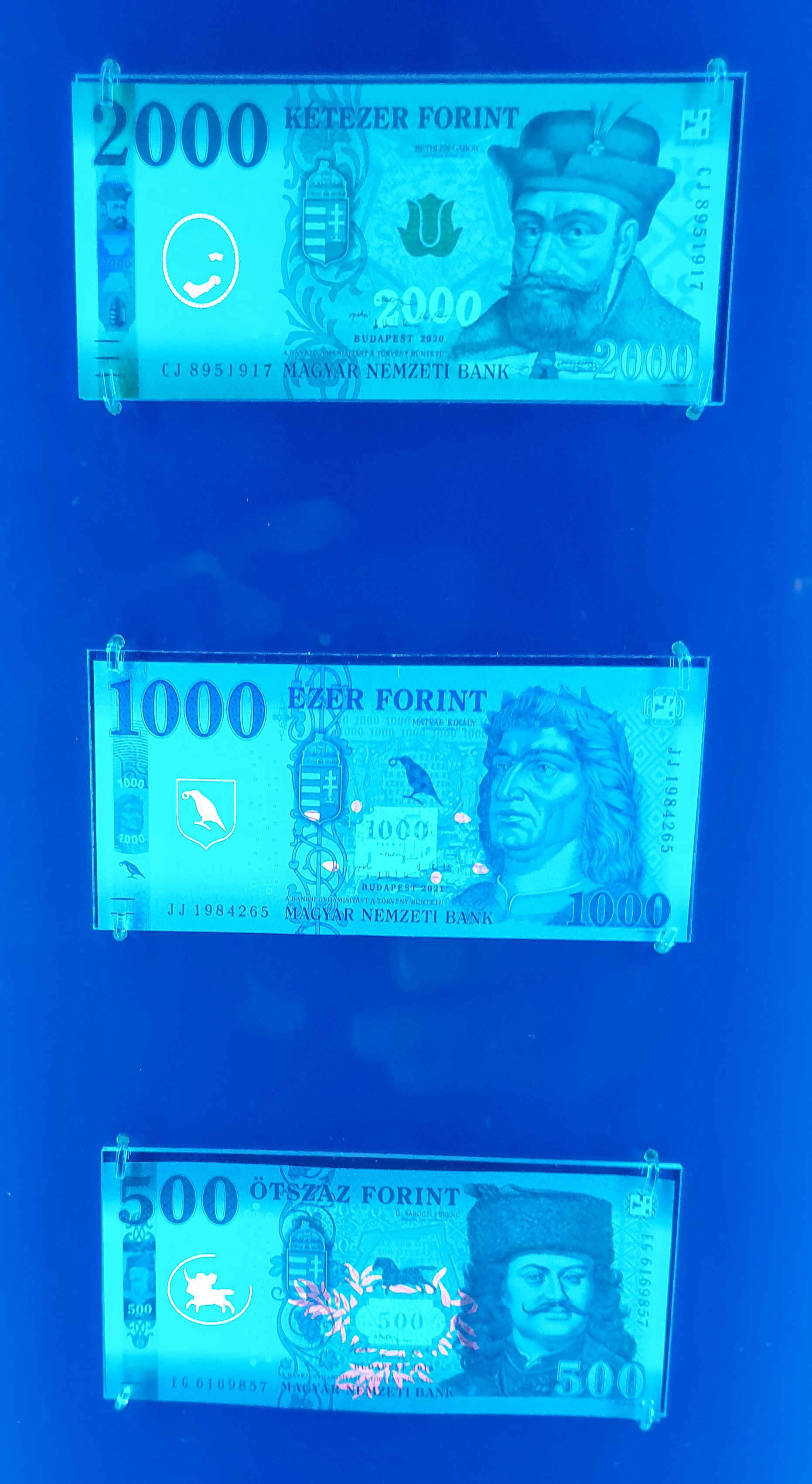
Az elemek a bankjegyeken

## Anyaga

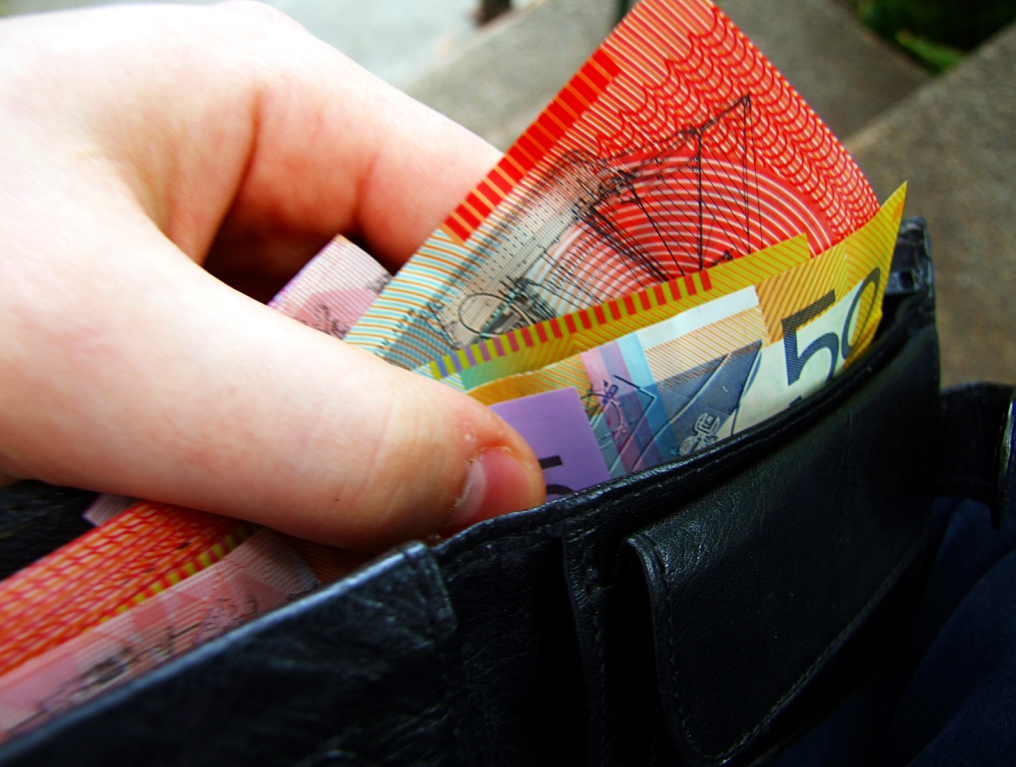
Polimer alapú bankjegy (50 ausztrál dollár)

Ma a világon két alapanyagból készítik a bankjegyeket. A legelterjedtebb a papír. E módszer során több papírréteget nyomnak össze, így több biztonsági elemet tud a bankjegy tartalmazni.
A másik forma a polimer. Az első polimer bankjegyet az Egyesült Királyságban fejlesztették ki elsőként, a Man-sziget számára egy Tyvek® műanyagból készült 1 man-szigeti fontos bankjegyet nyomtatott 1983-tól a Bradbury Wilkinson cég. Az 1980-as években a Bradbury Wilkinson Costa Rica és Haiti számára is nyomtatott polimer bankjegyeket. Ausztrália 1988-ban adott ki egy 10 dolláros polimer emlékbankjegyet, majd 1992 és 1996 között a világon elsőként az ausztrál dollár összes címletét polimer anyagú bankjegyekre cserélte le. Miután a britek felhagytak vele, polimer bankjegyek nyomtatását egy ideig kizárólag az ausztrál Note Printing Australia (NPA) végezte Securency cég licence alapján. Mára több brit, francia és német nyomdaipari cég fejlesztette ki saját alternatív, szintén polimer alapú bankjegyfóliáját és nyomtat ilyen bankjegyeket a világ országai számára.
A világ vezető valutái közül elsőként, 2016 és 2021 között a brit font sterling címleteit cserélték le papír alapanyagról polimerre.
A legújabb fejlesztés a kombinált papír-polimer alapú bankjegyeké, ilyen például a svájci frank, amelynél a polimer filmet két oldalról, mintegy szendvicsként papírréteg keretezi. Másik változatuknál a papírba egy hologramot és átlátszó ablakot tartalmazó, kis méretű polimer fólia van beépítve, ilyen az új 20, 50, 100 és 200 eurós címlet.